# Curtiss F
Die US-amerikanische Curtiss F war eines der meist gebauten Flugboote vor und während des Ersten Weltkrieges.

## Geschichte
Glenn Curtiss galt als einer der Pioniere des Flugbootbaus. Nach Henri Fabre 1910 baute er 1911 als zweiter ein flugfähiges Flugboot. Am 12. Januar 1912 erfolgte der Erstflug des Doppeldecker-Flugboots Curtiss F, anfangs einfach als Curtiss Flying Boat bezeichnet. Es war das erste Wasserflugzeug mit Bootsrumpf. Angetrieben wurde es von einem 100 PS Curtiss OXX-8-Zylinder-V-Motor mit Druckpropeller. Zusätzlich war es das erste Flugzeug, das ein kreiselstabilisiertes Kursbestimmungsgerät einsetzte, das von der Firma Sperry stammte.
Das Flugboot erregte gleich das Interesse der US Navy, wobei die ersten fünf Maschinen anfangs die Seriennummern, gleichbedeutend mit der Typbezeichnung „C-1“ bis „C-5“, dann „AB-1“ bis „AB-5“ trugen. Nach Einführung der Bureau Number, womit Typbezeichnung und Seriennummer getrennt wurden, trugen alle Curtiss F Seriennummern nach dem neuen System, beginnend mit „BuNo A-10“ bis „BuNo A-14“. Die US Navy nutzte die Maschine meist als Schulflugzeug. Fluglehrer und Flugschüler saßen nebeneinander. Die ersten Maschinen trafen am 30. November 1912 bei der US Navy ein.
Am 17. Dezember 1912 erfolgte der weltweit erste Flugzeugkatapultstart durch Leutnant Ellyson auf dem Washington Navy Yard. Anfang 1913 führte die US Navy Flugtests in Guantánamo Bay auf Kuba durch. Die Tests umfassten das Abwerfen von Bomben, die Minenverlegung, die Suche nach U-Booten und die Luftfotografie. Am 20. Januar 1914 wurde eine Flugschule der US Navy in Pensacola, Florida eröffnet.

## Erster Kriegseinsatz eines Flugbootes gegen Mexiko
Am 9. April 1914 wurde eine Gruppe amerikanischer Seeleute in Tampico, Mexiko festgesetzt. Kurz nach dem Tampico-Zwischenfall wurde am 21. April die mexikanische Stadt Veracruz von US-Truppen besetzt. Am 25. April flog Lieutenant Junior Grade P. N. L. Bellinger mit der „AB-3“ einen Beobachtungsflug über Veracruz, um Minen im Hafen zu entdecken. Am 28. April wurde der Hafen aus der Luft fotografiert. Die Besetzung von Veracruz endete am 23. November 1914.

## Einsatzzeit
Am 5. November 1915 erfolgte der erste Flugzeugkatapultstart von einem Schiff aus. Lieutenant Commander H. C. Mustin startete mit der „AB-2“ von der USS North Carolina in der Pensacola Bay. Am 12. Juli 1916 erfolgte der letzte Testflug mit der „AB-3“ durch Lieutenant G. de C. Chevalier. Die USS North Carolina war das erste US-Schiff, welches mit einem Flugzeug ausgestattet war.
Die Curtiss F wurde weiter zu Schulungszwecken eingesetzt, die US Navy bestellte mehr als 144 Exemplare. 1917 entstand die Aeromarine 39A, ein Umbau der Curtiss F zu einem Amphibienflugzeug. Die Aeromarine 39A hatte einen A-7A-Motor 100 PS von Hall-Scott und eine größere Spannweite.
Nachdem die USA im April 1917 in den Ersten Weltkrieg eingetreten waren, wurden die Curtiss F-Flugboote auch zur Überwachung der Küstengewässer gegen deutsche U-Boote eingesetzt.
Ab 1918 verwendete auch die US Coast Guard Curtiss F-Flugboote als Schulflugzeuge. Im gleichen Jahr begann man mit dem Bau des Nachfolgers der Curtiss MF. Im Krieg wurden 22 Maschinen dieser Ausführung gebaut und nach Ende des Krieges weitere 80 von der Naval Aircraft Factory. Eine ganze Reihe von Maschinen wurden auch zivil genutzt.

## Technische Daten
| Kenngröße             | Daten der Curtiss F (1917)                           |
| --------------------- | ---------------------------------------------------- |
| Besatzung             | 2 (Fluglehrer und Flugschüler)                       |
| Länge                 | 8,45 m                                               |
| Spannweite            | 13,74 m                                              |
| Höhe                  | 3,42 m                                               |
| Flügelfläche          | 35,95 m²                                             |
| Leermasse             | 843 kg                                               |
| Startmasse            | 1116 kg                                              |
| Antrieb               | ein 8-Zylinder-V-Motor Curtiss OXX-3, 100 PS (74 kW) |
| Höchstgeschwindigkeit | 111 km/h                                             |
| Dienstgipfelhöhe      | 1371 m                                               |
| Flugdauer             | 5,5 h                                                |